# Avenue Jabaquara
Avenue Jabaquara est une voie de la ville de São Paulo au Brésil.

## Situation et accès
Située dans le district de Saúde, c'est l'une des voies les plus importantes de la région sud-est de la ville. Elle relie la région de Vila Mariana, au district de Jabaquara et au quartier Planalto Paulista, étant un accès alternatif à l'aéroport de Congonhas et à d'autres points touristiques et d'intérêt de la zone sud de la ville.

## Origine du nom
Jabaquara a été traduit de différentes manières. 
Selon Teodoro Fernandes Sampaio, Jabaquara serait une corruption de « yabá-quara » avec le sens de refuge ou cachette pour fugitifs, car à l'époque de l'esclavage, il y avait à cet endroit une forêt qui servait d'abri aux esclaves évadés,.
João Mendes de Almeida (pt), explique que Jabaquara est une corruption de « yâb-a-quár-a » avec le sens de trou, ouverture naturelle dans une roche, par où s'écoulent les eaux d'une rivière ou d'un ruisseau,. 

## Historique
Au tournant du XIXe au XXe siècle, la région où se trouve actuellement Vila Clementino est devenue connue sous le nom de "Saúde", en l'honneur de Notre-Dame de la Bonne Santé (Nossa Senhora da Saúde). Vers 1840, la région où se trouve actuellement l'avenue a connu ses premiers records de population, c'était aussi une région largement utilisée comme passage par les pèlerins et voyageurs se rendant à Santo Amaro ou à Villa Conceição, à Diadema. Sur ce chemin, il y avait une route qui commençait dans le prolongement de la rua Domingos de Moraes. En 1917, avec l'officialisation de l'église Nossa Senhora da Saúde dans la région, cette route est devenue officieusement connue comme "Avenue da Saúde".
En 1913, il y avait une rue dans le quartier de Vila Mariana avec le nom de rua Jabaquara (actuelle avenue Conselheiro Rodrigues Alves). Afin d'éviter que les gens ne se confondent avec l'avenue Jabaquara (actuelle avenue Bosque da Saúde) alors existante, en 1915, le maire de São Paulo, Washington Luís, a introduit une loi qui a transformé la rua Jabaquara en avenue Conselheiro Rodrigues Alves, et donc, il a laissé l'avenue Jabaquara de l'époque comme la seule rue portant ce nom à São Paulo.

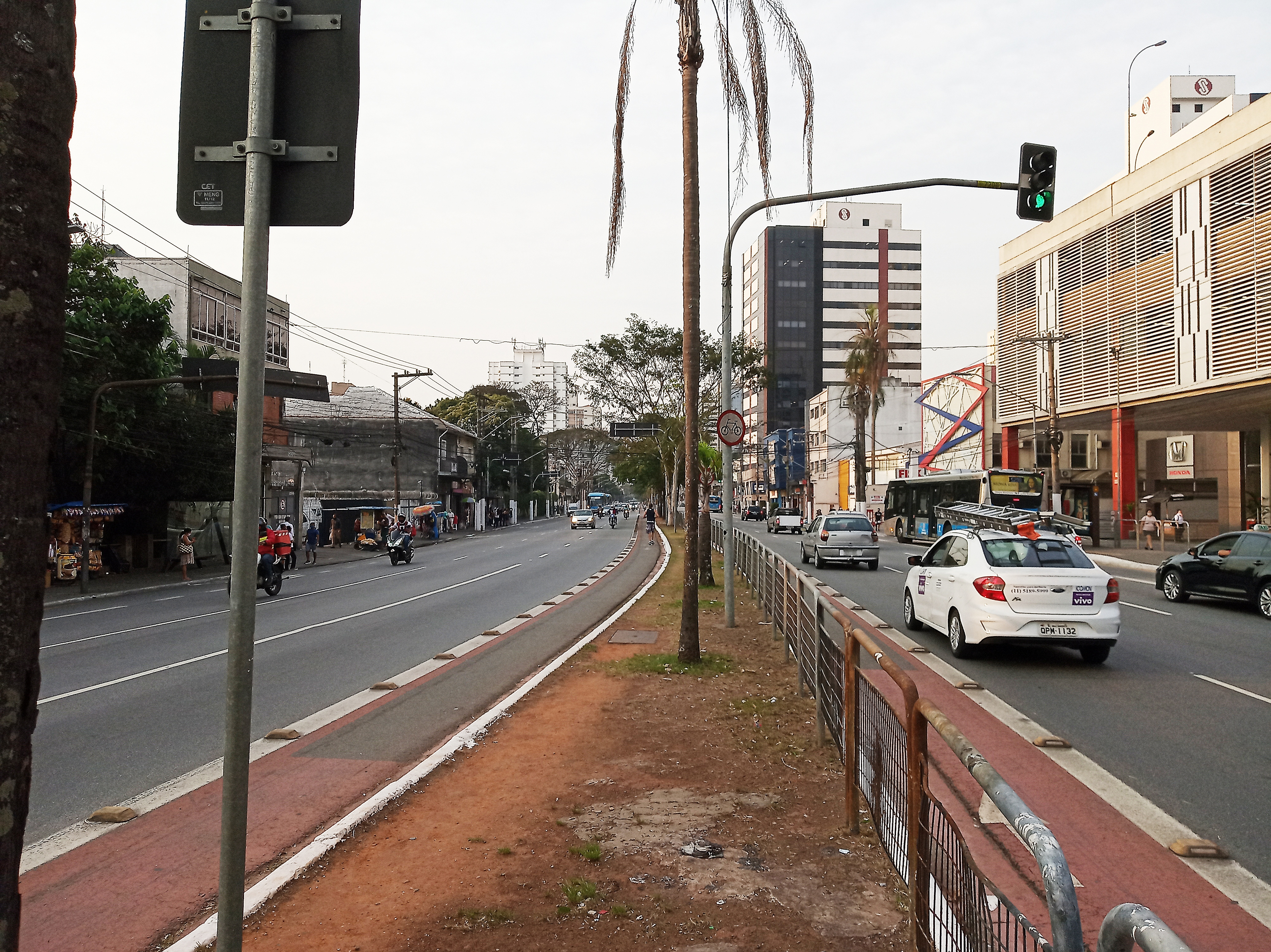
Avenue Jabaquara depuis la station de métro São Judas, vers Vila Mariana

L'ancienne avenue Jabaquara reliait Bosque da Saúde au Parque Jabaquara, son extension consistait en les chemins de l'actuelle avenue Bosque da Saúde, continuant sur le tronçon de l'actuelle avenue Jabaquara qui partait de la hauteur du numéro 700 jusqu'à sa fin. En 1923, avec la publication de la loi nº 1966, la mairie de São Paulo légalise la création d'une avenue entre la rua Domingos de Moraes et le Parque Jabaquara, changeant le chemin de l'avenue Jabaquara à l'actuelle. Avec cela, la section de l'actuelle avenue Bosque da Saúde a été séparée et a reçu le nom officiel d'avenue da Saúde,.
En 1928, les travaux de pavage de l'avenue ont commencé et des années plus tard, en 1940, la paroisse São Judas Tadeu a été créée, qui dans les années 60 deviendrait le sanctuaire São Judas Tadeu. Dans le même temps, la population et la densité des commerces, des résidences et des immeubles aux abords de l'avenue ont commencé à augmenter en raison de l'aéroport de Congonhas récemment ouvert en 1936.
En 1955, au numéro 100, Cine Nilo a été ouvert, l'un des plus grands cinémas de rue de la région dans un ancien bâtiment situé entre l'avenue et la rua Caramuru. Dans le même temps, le tronçon de l'avenue dans la région de Praça da Árvore a commencé à devenir une zone commerciale populaire pour les habitants des quartiers traversés par celle-ci et ses environs.
Dans les années 1960, les travaux ont commencé sur le métro de São Paulo, avec les travaux commencés à la jonction de l'avenue Jabaquara et de la rua Pereira Estéfano, dans le quartier de Saúde. En 1974, avec l'achèvement des travaux et l'ouverture du premier tronçon, l'avenue gagnera 3 stations de métro sur toute sa longueur (Praça da Árvore, Saúde et São Judas),.
Entre la fin des années 1960 et le début des années 1970, lors des travaux de la ligne 1 du métro de São Paulo, l'avenue a été le théâtre d'une étape importante dans l'ingénierie brésilienne, car une tranchée a été creusée sur presque toute sa longueur pour l'installation du réseau de tunnels et rails du système,.
Jusqu'à la fin des années 2000, elle était considérée comme une avenue dégradée avec de nombreuses propriétés commerciales et des bâtiments abandonnés sur son passage, un scénario qui a changé avec l'apparition de nouveaux booms sur le marché immobilier de São Paulo, en particulier dans les quartiers situés autour des stations de métro.
En 2014, un tronçon de piste cyclable a été ouvert à côté du terre-plein central de l'avenue.

### Travaux du métro de São Paulo

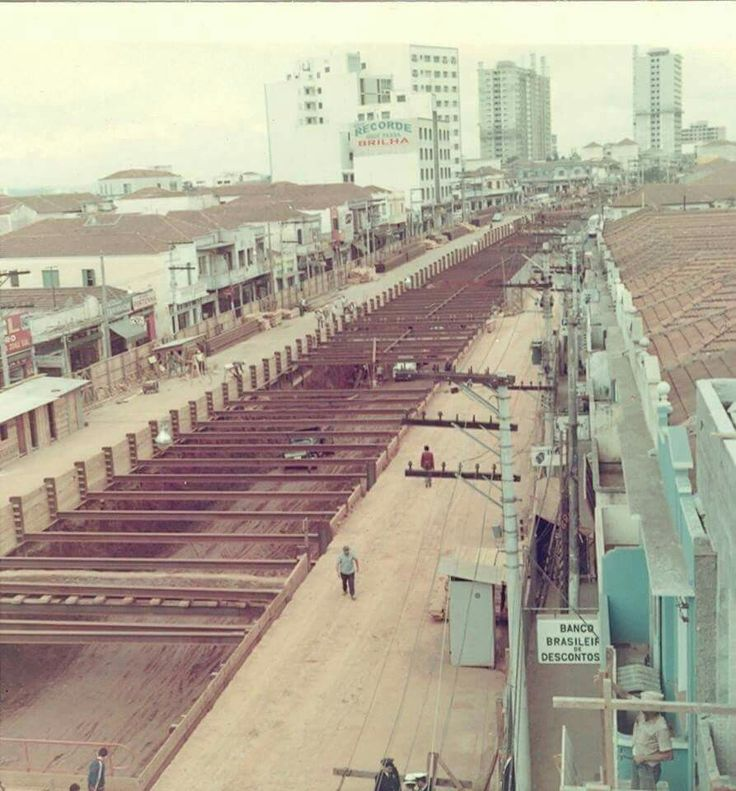
Travaux du métro sur l'avenue en 1970, à l'époque de la station Praça da Árvore

Le 24 avril 1968, les travaux ont commencé sur le métro de São Paulo à la jonction de l'avenida Jabaquara avec la rua Pereira Estéfano, en face de la Central telephonique de Saúde, au numéro 1500 sur l'avenue Jabaquara. La méthode utilisée par l'entreprise de construction à l'époque était le "cut and cover", qui consiste à creuser une sorte de tranchée ou de fossé, à travailler sur les rails et leurs structures en béton armé, puis à les recouvrir et à former le tunnel.
À partir de 1969, la quasi-totalité de l'avenue devient un grand fossé à ciel ouvert pour permettre la construction du premier tronçon du métro. Les travaux ont duré environ 4 ans, ayant bloqué une bonne partie de l'avenue pendant 3 ans jusqu'à leur conclusion en 1972. Cette année, le métro a commencé ses tests avec des trains entre les futures stations Jabaquara et Saúde. L'ouvrage est devenu un point de repère dans l'ingénierie au Brésil, car en plus de faire partie des travaux du premier système de transport métro-ferroviaire du pays, pour la première fois cette technique a été mise en œuvre à grande échelle,,.

## Bâtiments remarquables et lieux de mémoire

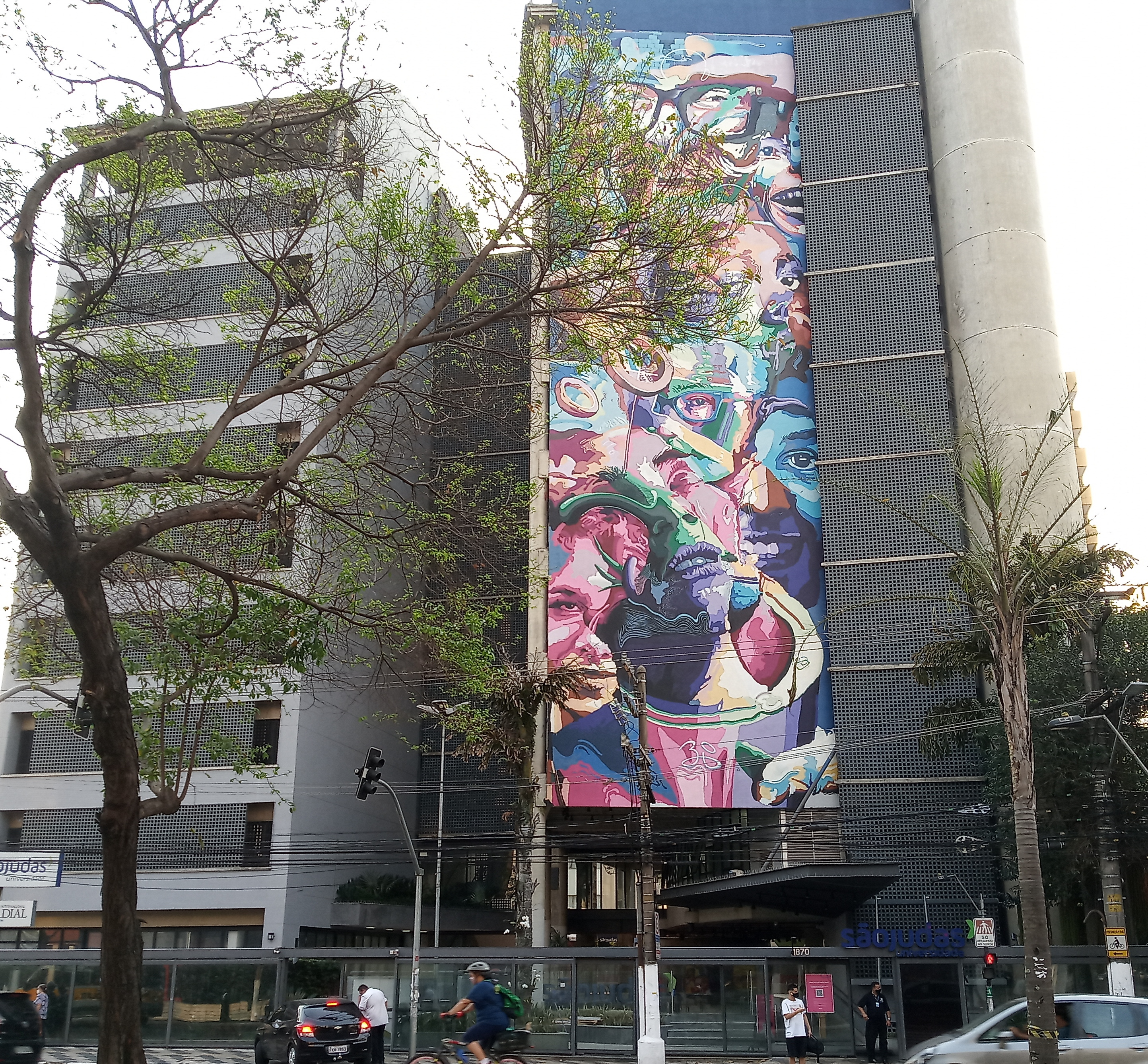
Campus Jabaquara, de l'Universidade São Judas Tadeu sur l'avenue Jabaquara

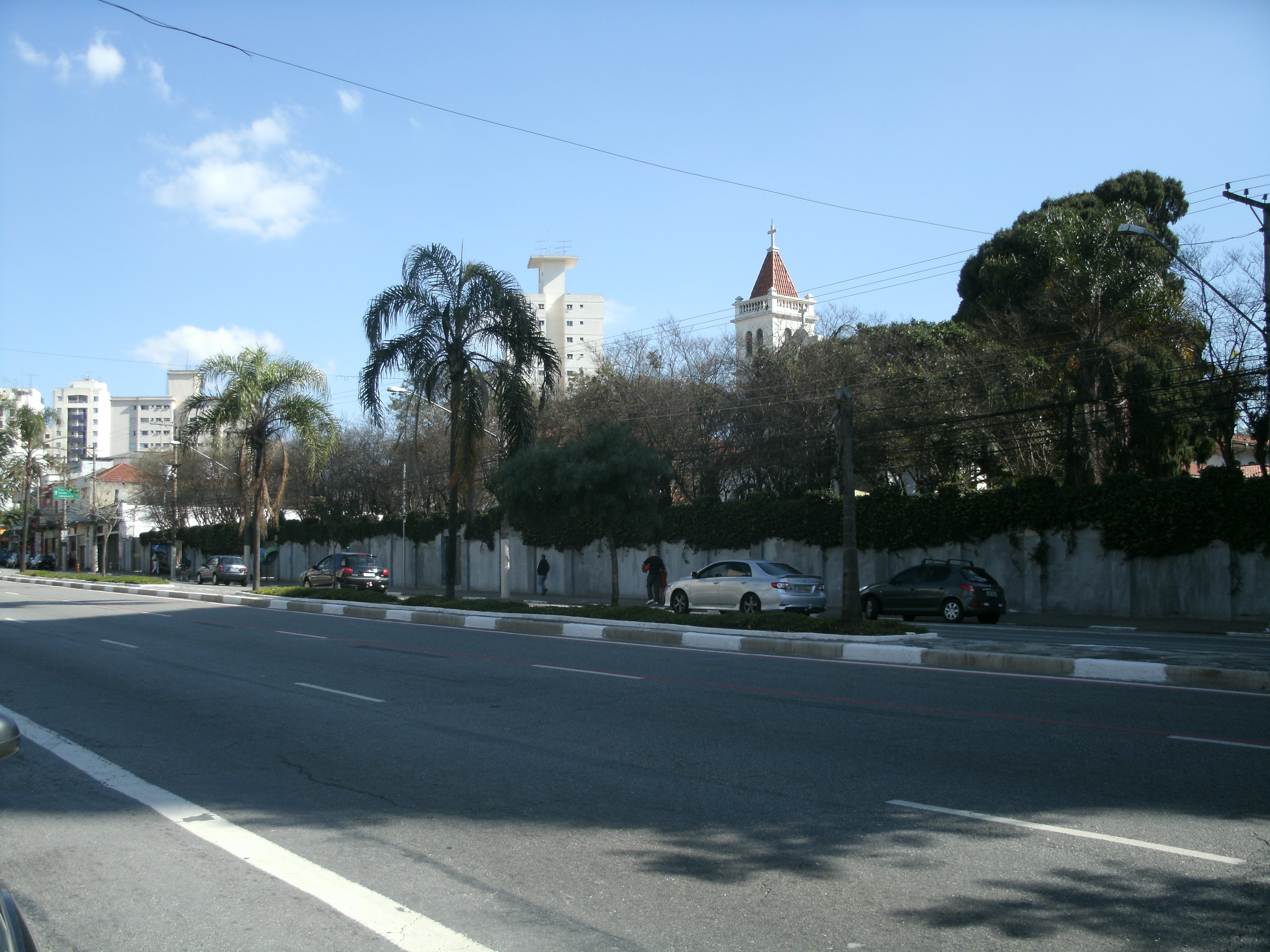
Monastère Santa Tereza, sur le premier tronçon de l'Avenue Jabaquara, dans le quartier de Mirandópolis

L'avenue Jabaquara est reliée à plusieurs avenues importantes du sud de la ville de São Paulo, telles que l'avenue dos Bandeirantes, l'avenue Engenheiro Armando de Arruda Pereira, l'avenue Miguel Estéfano, l'avenue Bosque da Saúde, l'alameda dos Guatás, l'avenue Indianópolis, la rua Fagundes Filho, entre autres, en plus de faire partie du principal réseau de pistes cyclables de la ville qui se connecte à d'autres pistes cyclables qui vont aux quartiers de Moema, Jabaquara, Bosque da Saúde et Vila Mariana. On retrouve également 3 stations de métro situées sur l'avenue, en plus de dizaines d'arrêts d'autobus municipaux et interurbains.
Plusieurs entreprises ont leur siège social, en plus des attractions touristiques, des commerces et des services publics qui sont également situés sur toute la longueur de l'avenue, certaines des principales sont :
- Bâtiment de l'ancien Cine Nilo
- Monastère Santa Teresa
- Station Praça da Árvore (Ligne 1 du métro de São Paulo)
- Shopping da Praça
- FAMESP - Faculdade Método de São Paulo
- Centre Téléphonique de Saúde (TELESP/Vivo)
- 21e Bureau de l'état civil des personnes physiques de São Paulo, SP
- Ultrafarma
- Station Saúde (Ligne 1 du métro de São Paulo)
- Colégio Santa Amália
- Universidade São Judas Tadeu (Campus Jabaquara)
- Colégio Internacional Radial
- Ensemble de sous-station d'énergie électrique de Jabaquara
- Station São Judas (Ligne 1 du métro de São Paulo)
- Sanctuaire São Judas Tadeu
- EEPG Almirante Barroso
- Hypermarché BIG
- Level Up! Games